# کتاب‌شناسی آلفرد هیچکاک

## دربارهٔ هیچکاک به فارسی
- عناصر ساختاری سینمای هیچکاک. استفان شارف؛ ترجمه شاهپور عظیمی[۱]
- هیچکاک در مقام فیلسوف. رابرت. جی. یانال، ترجمه شاهپور عظیمی[۲]
- روانی، رمان، فیلم‌نامه، تحلیل متنی. رابرت بلاک، [جوزف استفانو، لسلی بریل]؛ [گردآوری] و ترجمه شاهپور عظیمی[۳]
- پنجره عقبی: فیلم‌نامه، فیلم‌نامه دکوپاژشده و تحلیل متنی. جان مایکل هیز، استفان شارف؛ کارگردان آلفرد هیچکاک، [گردآوری] و ترجمه شاهپور عظیمی[۴]
- طلسم شده. بن هکت؛ ترجمه شاهپور عظیمی[۵]
- سینما به روایت هیچکاک. فرانسوا تروفو، ترجمه پرویز دوایی[۶]
- هیچکاک در قاب. بهرام بیضایی[۷]
- همیشه استاد: آلفرد هیچکاک و سینمایش. مجموعه مقالات به ترجمه و ویراستاری مسعود فراستی[۸]
- لاکان-هیچکاک / آنچه می‌خواستید درباره لاکان بدانید،اما جرات پرسیدنش از هیچکاک را نداشتید. ویراستار انگلیسی: اسلاوی ژیژک، ویراستار فارسی مازیار اسلامی

هیچکاک فلسفی. رابرت پیپین، ترجمه امیر خضرایی منش
روانی . جیمز نیرمور ترجمه سهند سلطاندوست نشر خوب
شمال به شمال غربی (فیلمنامه) . ارنست لمن ترجمه حسن سراج زاهدی نشر نی